# Samuel Gardner

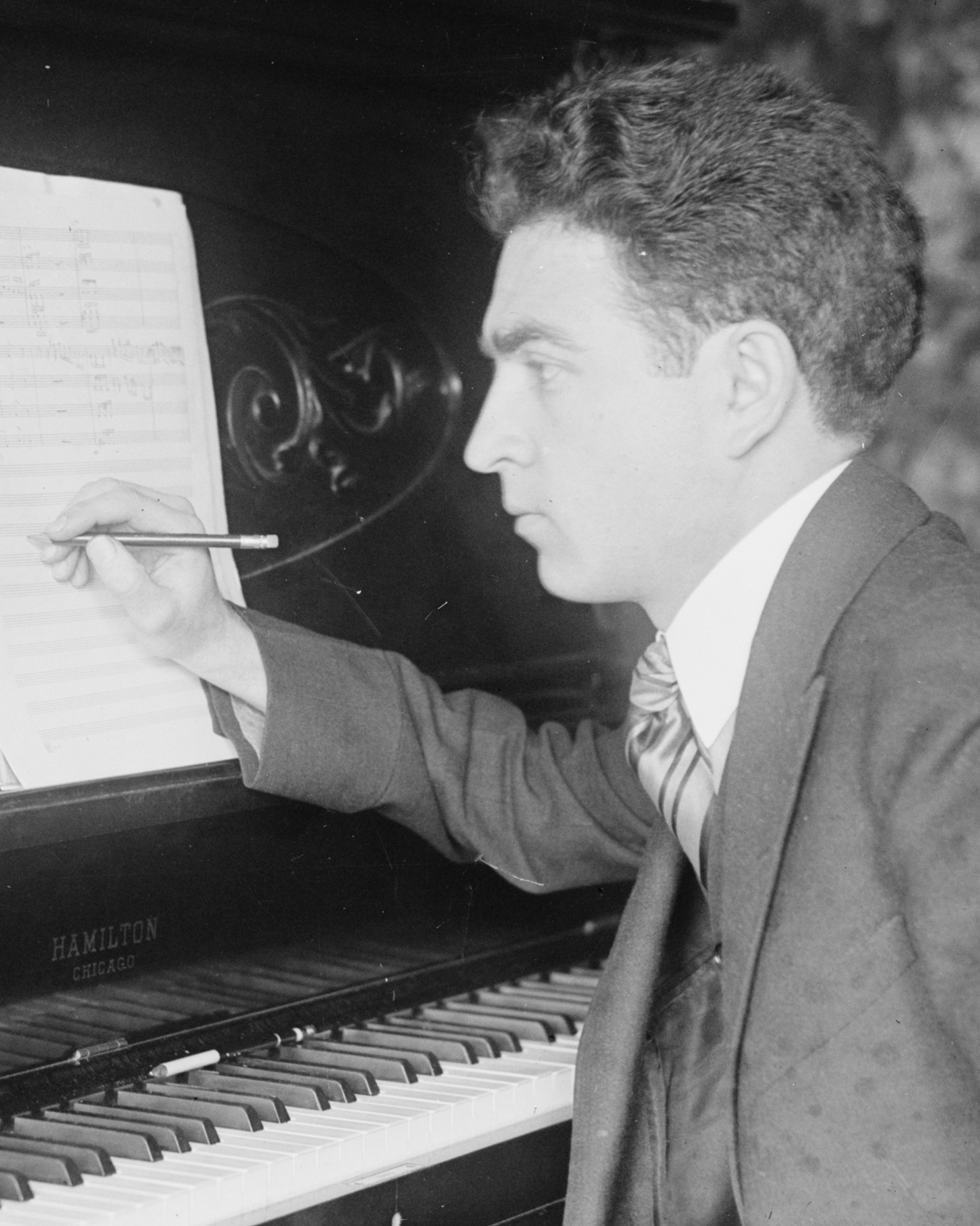

Samuel Gardner (* 25. August 1891 in Jelisawetgrad, Russisches Kaiserreich; † 23. Januar 1984 in New York City) war ein US-amerikanischer Violinist, Komponist und Musikpädagoge russischer Herkunft.
Gardner kam mit seiner Familie im Alter von einem Jahr in die USA und wuchs in Providence/Rhode Island auf. Er erhielt als Kind Violinunterricht von Felix Wendelschaefer, den er von 1902 bis 1908 bei Charles Martin Loeffler und Felix Winternitz in Boston fortsetzte. Danach studierte er bis 1913 am New Yorker Institute of Musical Art (der späteren Juilliard School) Komposition bei Percy Goetschius und Violine bei Fritz Kneisel.
In den 1910er Jahren arbeitete er mit dem Kneisel Quartett und dem Elshuco Trio und trat als Solist mit dem Chicago Symphony Orchestra, dem New York Philharmonic, dem St. Louis Symphony Orchestra und dem Philadelphia Orchestra auf. 1918 spielte er mit dem Boston Symphony Orchestra unter Pierre Monteux die Uraufführung seines Violinkonzertes.
Von 1924 bis 1941 unterrichtete Gardner am Institute of Musical Art, daneben auch an der Columbia University, der University of Wisconsin, der Hartt School of Music und der Atlanta School of Music. Unter seinen pädagogischen Werken finden sich eine Violinschule und Harmonic Thinking, eine Schule für das Streicherspiel.
Von 1938 bis 1939 dirigierte er das New Yorker Federal Music Project, ab 1946 war er Dirigent und musikalischer Leiter des Staten Island Symphony Orchestra. Für sein Streichquartett (1918) wurde er mit einem Pulitzer Traveling Scholarship  ausgezeichnet. Seine Komposition From the Canebrake gehört zu den Standardstücken für Violinisten.

## Werke (Auswahl)
- Violin Concerto, 1918
- New Russia, sinfonische Dichtung, 1917/1921
- Hebrew Fantasy für Klarinette und Streicher, 1921
- Broadway, sinfonische Dichtung für Orchester, Orgel, Saxophone und Banjo, 1924
- Country Moods für Streichorchester, 1946